# 圖敏
圖敏（？—1790年），字时泉，号熙文，他他拉氏（他塔喇氏），内务府满洲镶黄旗人。清朝官员，进士出身。

## 生平
乾隆三十五年庚寅科举人（时隶内务府镶黄旗六达塞佐领下），乾隆三十七年壬辰进士。翰林院散馆后授编修，累官至内阁学士兼礼部侍郎、副都统，屡充学差及读卷大臣。著有《百一草》不分卷（英和、白鎔、秀堃、鍾昌序，道光七年子永銘刻本）。